# Johann Affelmann

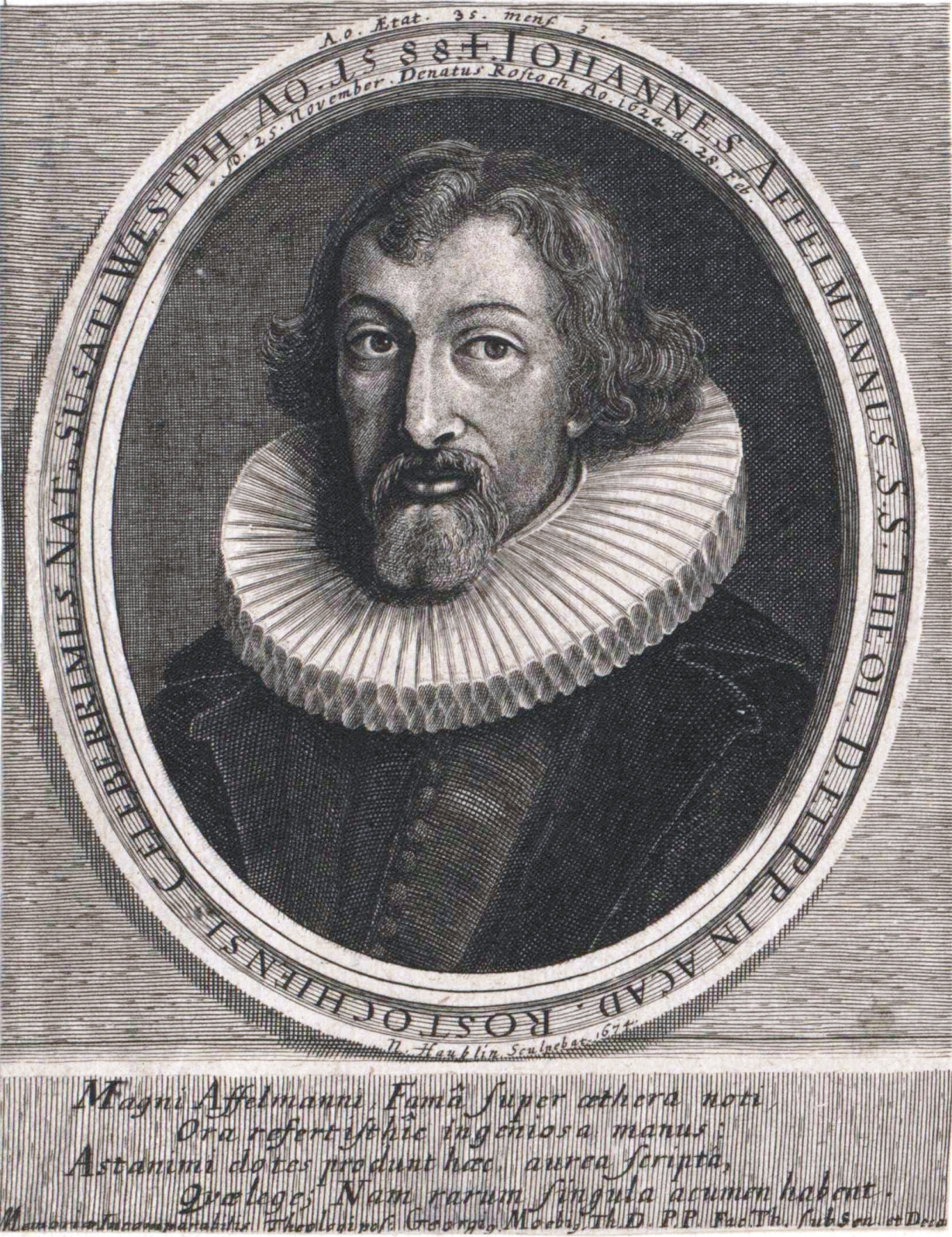
Johann Affelmann

Johann Affelmann (Soest, 25 november 1588 – Rostock, 28 februari 1624; ook wel Johannes Affelmann of von Affeln) was een Duits luthers theoloog.

## Biografie
Johann Affelmann werd op 25 november 1588 in Soest geboren als zoon van patriciër en raadsheer Heinrich von Affelmann. Hij studeerde vanaf 1603 aan de Universiteit van Marburg, vanaf 1605 aan de Universiteit van Gießen en vanaf 1607 aan de Universiteit van Rostock. In 1609 promoveerde hij daar in de theologie en werkte daar vervolgens als hoogleraar in de theologie. Het ambt van hoogleraar vervulde hij tot aan zijn dood op 28 februari 1624. In de jaren 1612 en 1618 was hij rector magnificus van de Universiteit van Rostock.
Affelmann schreef een groot aantal boeken en pamfletten, vaak met een polemisch karakter. Hij bestreed onder andere rooms-katholieken, calvinisten en chiliasten. Ook mengde hij zich in intern-lutherse discussies over de nederdaling ter helle van Christus en de ubiquiteitsleer, de leer dat Christus overal aanwezig is. Deze leer was de onderbouwing van de consubstantiatieleer, die stelde dat Christus echt aanwezig is in de symbolen van brood en wijn van het avondmaal, maar dat deze niet van substantie veranderen. In 1674, 50 jaar na zijn dood, werd door Georg Möbius een collectie van zijn werken gepubliceerd, genaamd Syntagma exercitationum academicarum.

## Voetnoten
1. ↑  Zie de registraties van Johann Affelmann in de Rostock Matrikelportal. Gearchiveerd op 4 december 2022.